# Liste der konsularischen Auslandsvertretungen Deutschlands
Dieses ist eine Liste aller amtierenden Leiter von Generalkonsulaten und Konsulaten sowie der Honorar(general)konsuln der Bundesrepublik Deutschland.
Generalkonsulate und Konsulate sind Auslandsvertretung eines souveränen Staates und Botschaften in der Regel untergeordnet. Sie sind dabei ausschließlich für ihren konsularischen Amtsbezirk verantwortlich und können in diesem konsularische Aufgaben wahrnehmen, in erster Linie die Interessen der Bürger des Entsendestaates im Empfangsstaat. Diplomatische Aufgaben werden von den konsularischen Auslandsvertretungen nicht wahrgenommen.
Generalkonsuln und Konsuln sind deutsche Beamte, die einem Generalkonsulat bzw. einem Konsulat vorstehen. Die Bundesrepublik Deutschland unterhält derzeit 50 Generalkonsulate und 7 Konsulate.
Ferner arbeiten 321 Honorargeneralkonsuln und Honorarkonsuln für die Bundesrepublik Deutschland. Honorarkonsuln sind Ehrenbeamte, besitzen meist die Nationalität des Gastlandes und sind befugt, konsularische Amtshandlungen auszuüben. Sie leiten keine Dienststelle, sondern fungieren persönlich.

## Generalkonsulate und Konsulate und deren Leiter
Quelle: Stand 4. September 2024
| Staat                          | Bezeichnung                                                                                        | Sitz                       | Leiter                | Amtsantritt | Posten          |
| ------------------------------ | -------------------------------------------------------------------------------------------------- | -------------------------- | --------------------- | ----------- | --------------- |
| Australien                     | Generalkonsulat der Bundesrepublik Deutschland                                                     | Sydney                     | Felix Schwarz         | 2023        | Generalkonsul   |
| Brasilien                      | Generalkonsulat der Bundesrepublik Deutschland                                                     | Porto Alegre               | Marc Bogdahn          | 2023        | Generalkonsul   |
| Brasilien                      | Generalkonsulat der Bundesrepublik Deutschland                                                     | Recife                     | Johannes Bloos        | 2022        | Generalkonsul   |
| Brasilien                      | Generalkonsulat der Bundesrepublik Deutschland                                                     | Rio de Janeiro             | Jan Freigang          | 2024        | Generalkonsul   |
| Brasilien                      | Generalkonsulat der Bundesrepublik Deutschland                                                     | São Paulo                  | Martina Hackelberg    | 2022        | Generalkonsulin |
| Volksrepublik China            | Generalkonsulat der Bundesrepublik Deutschland                                                     | Chengdu                    | Aron Mir Haschemi     | 2023        | Generalkonsul   |
| Volksrepublik China            | Generalkonsulat der Bundesrepublik Deutschland                                                     | Hongkong                   | Stefan Bredohl        | 2023        | Generalkonsul   |
| Volksrepublik China            | Generalkonsulat der Bundesrepublik Deutschland                                                     | Kanton                     | Jan Rudolph           | 2021        | Generalkonsul   |
| Volksrepublik China            | Generalkonsulat der Bundesrepublik Deutschland                                                     | Shanghai                   | Norbert Riedel        | 2024        | Generalkonsul   |
| Volksrepublik China            | Generalkonsulat der Bundesrepublik Deutschland                                                     | Shenyang                   | Hendrik Barkeling     | 2023        | Generalkonsul   |
| Frankreich                     | Generalkonsulat der Bundesrepublik Deutschland                                                     | Bordeaux                   | Stefanie Zeidler      | 2021        | Generalkonsulin |
| Frankreich                     | Generalkonsulat der Bundesrepublik Deutschland                                                     | Lyon                       | Jessica Engel         | 2024        | Generalkonsulin |
| Frankreich                     | Generalkonsulat der Bundesrepublik Deutschland                                                     | Marseille                  | Fried-Hansel Nielsen  | 2023        | Generalkonsul   |
| Frankreich                     | Generalkonsulat der Bundesrepublik Deutschland                                                     | Straßburg                  | Heike Thiele          | 2023        | Generalkonsulin |
| Griechenland                   | Generalkonsulat der Bundesrepublik Deutschland                                                     | Thessaloniki               | Monika Frank          | 2024        | Generalkonsulin |
| Indien                         | Generalkonsulat der Bundesrepublik Deutschland                                                     | Bangalore                  | Achim Burkart         | 2020        | Generalkonsulin |
| Indien                         | Generalkonsulat der Bundesrepublik Deutschland                                                     | Chennai                    | Michaela Küchler      | 2022        | Generalkonsulin |
| Indien                         | Generalkonsulat der Bundesrepublik Deutschland                                                     | Kalkutta                   | Barbara Voss          | 2023        | Generalkonsulin |
| Indien                         | Generalkonsulat der Bundesrepublik Deutschland                                                     | Mumbai                     | Achim Fabig           | 2021        | Generalkonsul   |
| Irak                           | Generalkonsulat der Bundesrepublik Deutschland                                                     | Erbil                      | Klaus Streicher       | 2022        | Generalkonsul   |
| Italien                        | Generalkonsulat der Bundesrepublik Deutschland                                                     | Mailand                    | Susanne Welter        | 2023        | Generalkonsulin |
| Japan                          | Generalkonsulat der Bundesrepublik Deutschland                                                     | Osaka-Kōbe                 | Melanie Saxinger      | 2023        | Generalkonsulin |
| Kanada                         | Generalkonsulat der Bundesrepublik Deutschland als Außenstelle der Botschaft Ottawa                | Montreal                   | Susanne Aschi-Glesius | 2021        | Generalkonsulin |
| Kanada                         | Generalkonsulat der Bundesrepublik Deutschland                                                     | Toronto                    | Kristina Thony        | 2023        | Generalkonsulin |
| Kanada                         | Generalkonsulat der Bundesrepublik Deutschland                                                     | Vancouver                  | Marc Eichhorn         | 2022        | Generalkonsul   |
| Kasachstan                     | Generalkonsulat der Bundesrepublik Deutschland                                                     | Almaty                     | Matthias Kiesler      | 2024        | Generalkonsul   |
| Niederlande                    | Generalkonsulat der Bundesrepublik Deutschland als Außenstelle der Botschaft Den Haag              | Amsterdam                  | Frank Urbschat        | 2021        | Konsul          |
| Nigeria                        | Generalkonsulat der Bundesrepublik Deutschland                                                     | Lagos                      | Weert Börner          | 2022        | Generalkonsul   |
| Pakistan                       | Generalkonsulat der Bundesrepublik Deutschland                                                     | Karatschi                  | Rüdiger Lotz          | 2023        | Generalkonsul   |
| Polen                          | Generalkonsulat der Bundesrepublik Deutschland                                                     | Breslau (Wrocław)          | Martin Kremer         | 2022        | Generalkonsul   |
| Polen                          | Generalkonsulat der Bundesrepublik Deutschland                                                     | Danzig (Gdańsk)            | Cornelia Pieper       | 2014        | Generalkonsulin |
| Polen                          | Generalkonsulat der Bundesrepublik Deutschland                                                     | Krakau (Kraków)            | Holger Mahnicke       | 2023        | Generalkonsul   |
| Polen                          | Konsulat als Außenstelle des Generalkonsulats Breslau                                              | Oppeln (Opole)             | Peter Herr            | 2022        | Konsul          |
| Rumänien                       | Konsulat der Bundesrepublik Deutschland                                                            | Hermannstadt (Sibiu)       | Kerstin Ursula Jahn   | 2021        | Konsulin        |
| Rumänien                       | Konsulat der Bundesrepublik Deutschland                                                            | Temeswar (Timisoara)       | Regina Lochner        | 2021        | Konsulin        |
| Russland                       | Generalkonsulat der Bundesrepublik Deutschland                                                     | St. Petersburg             | Milan Simandl         | 2024        | Generalkonsul   |
| Saudi-Arabien                  | Generalkonsulat der Bundesrepublik Deutschland                                                     | Djidda                     | Eltje Aderhold        | 2020        | Generalkonsulin |
| Spanien                        | Generalkonsulat der Bundesrepublik Deutschland                                                     | Barcelona                  | Dirk Rotenberg        | 2021        | Generalkonsul   |
| Spanien                        | Konsulat der Bundesrepublik Deutschland                                                            | Las Palmas de Gran Canaria | Ralf Reuter           | 2023        | Konsul          |
| Spanien                        | Konsulat der Bundesrepublik Deutschland                                                            | Málaga                     | Franko Stritt         | 2023        | Konsul          |
| Spanien                        | Konsulat der Bundesrepublik Deutschland                                                            | Palma                      | Wolfgang Engstler     | 2021        | Konsul          |
| Südafrika                      | Generalkonsulat der Bundesrepublik Deutschland                                                     | Kapstadt                   | Tanja Werheit         | 2021        | Generalkonsulin |
| Türkei                         | Generalkonsulat der Bundesrepublik Deutschland                                                     | Istanbul                   | Regine Grienberger    | 2024        | Generalkonsulin |
| Türkei                         | Generalkonsulat der Bundesrepublik Deutschland                                                     | Izmir                      | Ralf Schröer          | 2023        | Generalkonsul   |
| Türkei                         | Konsulat als Außenstelle des Generalkonsulats Izmir                                                | Antalya                    | Martin Tscherner      | 2022        | Konsul          |
| Ukraine                        | Generalkonsulat der Bundesrepublik Deutschland (das Generalkonsulat ist vorübergehend geschlossen) | Donezk/ Dienstort Dnipro   | N.N.                  |             | Generalkonsul   |
| Vereinigte Arabische Emirate   | Generalkonsulat der Bundesrepublik Deutschland                                                     | Dubai                      | Sybille Pfaff         | 2022        | Generalkonsulin |
| Vereinigte Staaten von Amerika | Generalkonsulat der Bundesrepublik Deutschland                                                     | Atlanta                    | Melanie Moltmann      | 2021        | Generalkonsulin |
| Vereinigte Staaten von Amerika | Generalkonsulat der Bundesrepublik Deutschland                                                     | Boston                     | Sonja Kreibich        | 2022        | Generalkonsulin |
| Vereinigte Staaten von Amerika | Generalkonsulat der Bundesrepublik Deutschland                                                     | Chicago                    | Michael Ahrens        | 2023        | Generalkonsul   |
| Vereinigte Staaten von Amerika | Generalkonsulat der Bundesrepublik Deutschland                                                     | Houston                    | Kai Hennig            | 2021        | Generalkonsul   |
| Vereinigte Staaten von Amerika | Generalkonsulat der Bundesrepublik Deutschland                                                     | Los Angeles                | Andrea Sasse          | 2023        | Generalkonsulin |
| Vereinigte Staaten von Amerika | Generalkonsulat der Bundesrepublik Deutschland                                                     | Miami                      | Christofer Burger     | 2023        | Generalkonsul   |
| Vereinigte Staaten von Amerika | Generalkonsulat der Bundesrepublik Deutschland                                                     | New York City              | Till Knorn            | 2024        | Generalkonsul   |
| Vereinigte Staaten von Amerika | Generalkonsulat der Bundesrepublik Deutschland                                                     | San Francisco              | Oliver Schramm        | 2021        | Generalkonsul   |
| Vereinigtes Königreich         | Generalkonsulat der Bundesrepublik Deutschland                                                     | Edinburgh                  | Christiane Hullmann   | 2023        | Generalkonsulin |
| Vietnam                        | Generalkonsulat der Bundesrepublik Deutschland                                                     | Ho-Chi-Minh-Stadt          | Josefine Wallat       | 2019        | Generalkonsulin |

## Honorargeneralkonsuln und Honorarkonsuln
Stand 20. Oktober 2023
| Staat                                             | Bezeichnung                                         | Sitz                        | Leiter                                         | Dienstantritt  |
| ------------------------------------------------- | --------------------------------------------------- | --------------------------- | ---------------------------------------------- | -------------- |
| Ägypten                                           | Honorarkonsulin der Bundesrepublik Deutschland      | Alexandria                  | Nevine Leheta                                  | 01.02.2001     |
| Andorra                                           | Honorarkonsulin der Bundesrepublik Deutschland      | Andorra la Vella            | Cristina Palmitjavila Serra                    | 18.06.2015     |
| Antigua und Barbuda                               | Honorarkonsul der Bundesrepublik Deutschland        | St. Paul’s/Antigua          | Torsten Michael Walter Stenzel                 | 17.01.2018     |
| Äquatorialguinea                                  | Honorarkonsul der Bundesrepublik Deutschland        | Malabo                      | Luis Nsue Ondo                                 | 06.04.2022     |
| Argentinien                                       | Honorarkonsul der Bundesrepublik Deutschland        | Córdoba                     | Walter Francisco Oechsle                       | 12.11.2007     |
| Argentinien                                       | Honorarkonsul der Bundesrepublik Deutschland        | El Calafate                 | Bernd Ferstl                                   | 14.02.2012     |
| Argentinien                                       | Honorarkonsulin der Bundesrepublik Deutschland      | Eldorado                    | Renate Wachnitz                                | 26.11.1978     |
| Argentinien                                       | Honorarkonsul der Bundesrepublik Deutschland        | Mendoza                     | Andreas Vollmer                                | 19.06.2013     |
| Argentinien                                       | Honorarkonsul der Bundesrepublik Deutschland        | Posadas                     | Christian Kegler                               | 18.08.2009     |
| Argentinien                                       | Honorarkonsulin der Bundesrepublik Deutschland      | Salta                       | Svea Ida Hirlanda Leuckel                      | 05.12.2018     |
| Argentinien                                       | Honorarkonsul der Bundesrepublik Deutschland        | San Carlos de Bariloche     | Martin Guillermo Bochert                       | 22.11.2017     |
| Argentinien                                       | Honorarkonsul der Bundesrepublik Deutschland        | San Miguel de Tucumán       | German Enrique Böttger                         | 23.10.2009     |
| Argentinien                                       | Honorarkonsul der Bundesrepublik Deutschland        | Ushuaia                     | Rafael Fank                                    | 15.02.2012     |
| Armenien                                          | Honorarkonsul der Bundesrepublik Deutschland        | Gjumri                      | Aleksan Ter-Minasyan                           | 02.02.2018     |
| Australien                                        | Honorargeneralkonsul der Bundesrepublik Deutschland | Melbourne                   | Michael Richard Pearce                         | 01.09.2012     |
| Australien                                        | Honorarkonsul der Bundesrepublik Deutschland        | Adelaide                    | Matthew Philip Williams                        | 05.12.1994     |
| Australien                                        | Honorarkonsul der Bundesrepublik Deutschland        | Brisbane                    | Michael Rosemann                               | 23.05.2016     |
| Australien                                        | Honorarkonsulin der Bundesrepublik Deutschland      | Cairns                      | Iris Indorato                                  | 04.09.2000     |
| Australien                                        | Honorarkonsulin der Bundesrepublik Deutschland      | Darwin                      | Britta Decker                                  | 03.12.2009     |
| Australien                                        | Honorarkonsul der Bundesrepublik Deutschland        | Hobart                      | David Alexander Shelley                        | 23.04.2018     |
| Australien                                        | Honorarkonsulin der Bundesrepublik Deutschland      | Perth                       | Gabriele Maluga                                | 17.06.2019     |
| Bahamas                                           | Honorarkonsul der Bundesrepublik Deutschland        | Sandyport                   | Carl Christian Illing                          | 18.01.2021     |
| Bangladesch                                       | Honorarkonsul der Bundesrepublik Deutschland        | Chittagong                  | Mirza Shakir Ispahani                          | 06.08.2007     |
| Barbados                                          | Honorarkonsul der Bundesrepublik Deutschland        | Bridgetown                  | Andreas Kusay                                  | 17.06.2008     |
| Belgien                                           | Honorarkonsul der Bundesrepublik Deutschland        | Antwerpen                   | Ivan August Alfons Pelgrims                    | 19.09.2024     |
| Belgien                                           | Honorarkonsul der Bundesrepublik Deutschland        | Eupen                       | Clemens Maria Walter Scholzen                  | 08.02.2022     |
| Belgien                                           | Honorarkonsul der Bundesrepublik Deutschland        | Lüttich                     | Christian Walter Behrendt                      | 05.06.2023     |
| Belgien                                           | Honorarkonsul der Bundesrepublik Deutschland        | Zaventem                    | Vincent Jacobs                                 | 28.02.2012     |
| Belize                                            | Honorarkonsulin der Bundesrepublik Deutschland      | Belize-Stadt                | Kay Laura Menzies                              | 03.04.2017     |
| Bhutan                                            | Honorarkonsul der Bundesrepublik Deutschland        | Thimphu                     | Chambula Dorji                                 | 07.06.2022     |
| Bolivien                                          | Honorarkonsul der Bundesrepublik Deutschland        | Cochabamba                  | Helmut Arturo Schlitt                          | 09.11.2023     |
| Bolivien                                          | Honorarkonsul der Bundesrepublik Deutschland        | Santa Cruz                  | Jens Ruben Heymert                             | 01.12.2020     |
| Bolivien                                          | Honorarkonsulin der Bundesrepublik Deutschland      | Tarija                      | Liselotte Methfessel                           | 12.02.2007     |
| Botswana                                          | Honorarkonsulin der Bundesrepublik Deutschland      | Maun                        | Michaela Kruck                                 | 12.05.2015     |
| Brasilien                                         | Honorarkonsul der Bundesrepublik Deutschland        | Anápolis                    | William Leyser O’Dwyer                         | 05.12.2011     |
| Brasilien                                         | Honorarkonsul der Bundesrepublik Deutschland        | Belém                       | Paul Steffen                                   | 15.04.2008     |
| Brasilien                                         | Honorarkonsul der Bundesrepublik Deutschland        | Belo Horizonte              | Victor Sterzik                                 | 07.10.2011     |
| Brasilien                                         | Honorarkonsulin der Bundesrepublik Deutschland      | Blumenau                    | Susanne Klemz Adam                             | 29.05.2019     |
| Brasilien                                         | Honorarkonsul der Bundesrepublik Deutschland        | Campo Grande                | Reinhard Knoch                                 | 11.06.2014     |
| Brasilien                                         | Honorarkonsul der Bundesrepublik Deutschland        | Curitiba                    | Andreas Hoffrichter                            | 10.05.2010     |
| Brasilien                                         | Honorarkonsulin der Bundesrepublik Deutschland      | Domingos Martins            | Jenny Sander                                   | 17.05.2020     |
| Brasilien                                         | Honorarkonsulin der Bundesrepublik Deutschland      | Fortaleza                   | Marlene Pinheiro Gonçalves                     | 28.11.2023     |
| Brasilien                                         | Honorarkonsul der Bundesrepublik Deutschland        | Joinville                   | Rodrigo Meyer Bornholdt                        | 02.12.2013     |
| Brasilien                                         | Honorarkonsulin der Bundesrepublik Deutschland      | Manaus                      | Claudine Basilio Klenke                        | 09.03.2017     |
| Brasilien                                         | Honorarkonsul der Bundesrepublik Deutschland        | Natal                       | Axel Geppert                                   | 15.06.2010     |
| Brasilien                                         | Honorarkonsul der Bundesrepublik Deutschland        | Ribeirao Preto              | Daniel Malusá Goncalves                        | 20.09.2018     |
| Brasilien                                         | Honorarkonsul der Bundesrepublik Deutschland        | Rolândia                    | Ricardo Neukirchner                            | 06.02.2024     |
| Brasilien                                         | Honorarkonsulin der Bundesrepublik Deutschland      | Salvador                    | Petra Schaeber                                 | 01.10.2012     |
| Bulgarien                                         | Honorarkonsulin der Bundesrepublik Deutschland      | Plovdiv                     | Mariana Tcholakova                             | 15.01.2010     |
| Bulgarien                                         | Honorarkonsul der Bundesrepublik Deutschland        | Varna                       | Nedyalko Nedelchev                             | 20.01.2004     |
| Chile                                             | Honorarkonsul der Bundesrepublik Deutschland        | Arica                       | Fernando Rafael Manterola Salas                | 22.03.2018     |
| Chile                                             | Honorarkonsul der Bundesrepublik Deutschland        | Concepción                  | Pablo Alberto Millán Barría                    | 27.03.2023     |
| Chile                                             | Honorarkonsul der Bundesrepublik Deutschland        | Puerto Montt                | Tomás Frank Bollinger                          | 30.05.2025     |
| Chile                                             | Honorarkonsulin der Bundesrepublik Deutschland      | Punta Arenas                | Ursula Kirsig                                  | 26.11.2012     |
| Chile                                             | Honorarkonsul der Bundesrepublik Deutschland        | Temuco                      | Andreas Schick-von-Baer                        | 12.04.2018     |
| Chile                                             | Honorarkonsulin der Bundesrepublik Deutschland      | Valdivia                    | Carmen Gabriela Nuss                           | 30.05.2025     |
| Chile                                             | Honorarkonsul der Bundesrepublik Deutschland        | Viña del Mar                | Jan Peter Karlsruher                           | 07.06.2013     |
| Cookinseln                                        | Honorarkonsul der Bundesrepublik Deutschland        | Rarotonga                   | Heinz Wolfgang Te Ariki Matysik                | 29.11.2004     |
| Dänemark                                          | Honorarkonsul der Bundesrepublik Deutschland        | Aalborg                     | Rasmus Haugaard                                | 31.01.2025     |
| Dänemark                                          | Honorarkonsul der Bundesrepublik Deutschland        | Aarhus                      | Klaus Schäfer                                  | 04.01.2017     |
| Dänemark                                          | Honorarkonsul der Bundesrepublik Deutschland        | Haderslev                   | Carsten Friis                                  | 08.08.2013     |
| Dänemark                                          | Honorarkonsul der Bundesrepublik Deutschland        | Nuuk                        | Ole Ziemer                                     | 23.11.2016     |
| Dänemark                                          | Honorarkonsul der Bundesrepublik Deutschland        | Odense                      | Jacob Philipp von Gehren                       | 08.09.2016     |
| Dänemark                                          | Honorarkonsul der Bundesrepublik Deutschland        | Rønne                       | Peter Vesløv                                   | 01.02.2017     |
| Dänemark                                          | Honorarkonsul der Bundesrepublik Deutschland        | Tórshavn                    | Annfinn Vitalis Hansen                         | 24.10.2008     |
| Ecuador                                           | Honorarkonsul der Bundesrepublik Deutschland        | Cuenca                      | Thomas Andreas Klatte                          | 22.06.2018     |
| Ecuador                                           | Honorarkonsulin der Bundesrepublik Deutschland      | Guayaquil                   | María Gloria Alarcón Alcívar                   | 08.04.2016     |
| Fidschi                                           | Honorarkonsulin der Bundesrepublik Deutschland      | Nadi                        | Monika Oldenburg,                              | 12.08.2019     |
| Finnland                                          | Honorarkonsul der Bundesrepublik Deutschland        | Joensuu                     | Harri Broman                                   | 13.02.2003     |
| Finnland                                          | Honorarkonsul der Bundesrepublik Deutschland        | Jyväskylä                   | Vesa Pekka Kangaskorpi                         | 07.05.2014     |
| Finnland                                          | Honorarkonsulin der Bundesrepublik Deutschland      | Mariehamn                   | Ingrid Katarina Mörn                           | 20.09.2016     |
| Finnland                                          | Honorarkonsul der Bundesrepublik Deutschland        | Oulu                        | Matti Pörhö                                    | 12.03.1998     |
| Finnland                                          | Honorarkonsul der Bundesrepublik Deutschland        | Rovaniemi                   | Rauno Posio                                    | 03.06.2015     |
| Finnland                                          | Honorarkonsul der Bundesrepublik Deutschland        | Tampere                     | Juha Lauri Kalevi Koski                        | 25.09.2020     |
| Finnland                                          | Honorarkonsul der Bundesrepublik Deutschland        | Turku                       | Hans Niemi                                     | 20.11.2012     |
| Finnland                                          | Honorarkonsul der Bundesrepublik Deutschland        | Vaasa                       | Teemu Elopuro                                  | 02.05.2002     |
| Frankreich                                        | Honorarkonsulin der Bundesrepublik Deutschland      | Ajaccio (Korsika)           | Sigrid Véronique Vellutini                     | 05.05.2022     |
| Frankreich                                        | Honorarkonsulin der Bundesrepublik Deutschland      | Avignon                     | Sabine Eouagnignon-Grote                       | 07.04.2011     |
| Frankreich                                        | Honorarkonsulin der Bundesrepublik Deutschland      | Brest                       | Armelle Marie-Françoise Aline Maltey           | 30.04.2024     |
| Frankreich                                        | Honorarkonsul der Bundesrepublik Deutschland        | Dijon                       | Bernhard Friedrich Schaupp                     | 18.06.2020     |
| Frankreich                                        | Honorarkonsulin der Bundesrepublik Deutschland      | Grenoble                    | Nadja Florine Buntinx                          | 25.01.2018     |
| Frankreich                                        | Honorarkonsulin der Bundesrepublik Deutschland      | Lille                       | Catherine Coulier-Wémeau                       | 13.12.1994     |
| Frankreich                                        | Honorarkonsul der Bundesrepublik Deutschland        | Montpellier                 | Roland Ickowicz                                | 21.01.2016     |
| Frankreich                                        | Honorarkonsul der Bundesrepublik Deutschland        | Nizza                       | Matthias Nikolaus Waechter                     | 01.11.2017     |
| Frankreich                                        | Honorarkonsulin der Bundesrepublik Deutschland      | Perpignan                   | Nicole Bringmann-Sousse                        | 23.02.2011     |
| Frankreich                                        | Honorarkonsul der Bundesrepublik Deutschland        | Reims                       | Carl Christian Vater                           | 04.08.2020     |
| Frankreich                                        | Honorarkonsulin der Bundesrepublik Deutschland      | Rennes                      | Janina Blosfeld-Cressard                       | 23.11.2017     |
| Frankreich                                        | Honorarkonsul der Bundesrepublik Deutschland        | Toulouse                    | Nicolas Morvilliers                            | 05.09.1997     |
| Frankreich                                        | Honorarkonsulin der Bundesrepublik Deutschland      | Tours                       | Marcela Soulas                                 | 24.11.2021     |
| Frankreich (Martinique)                           | Honorarkonsul der Bundesrepublik Deutschland        | Fort-de-France              | Rudolf Guy Sperl                               | 23.08.2019     |
| Frankreich (Neukaledonien)                        | Honorarkonsul der Bundesrepublik Deutschland        | Nouméa                      | Ralf Clasen                                    | 29.06.2009     |
| Frankreich (Réunion)                              | Honorarkonsulin der Bundesrepublik Deutschland      | St. Denis                   | Marion Riess-Valérius                          | 11.01.2011     |
| Frankreich (Französisch-Polynesien)               | Honorarkonsul der Bundesrepublik Deutschland        | Papeete                     | Benjamin Huber                                 | 15.01.2017     |
| Grenada                                           | Honorarkonsul der Bundesrepublik Deutschland        | St. George’s                | Jochen Manfred Lenz                            | 25.04.2017     |
| Griechenland                                      | Honorarkonsul der Bundesrepublik Deutschland        | Chania                      | Ioannis Foteinakis                             | 16.02.2024     |
| Griechenland                                      | Honorarkonsulin der Bundesrepublik Deutschland      | Igoumenitsa                 | Kerstin Lohr                                   | 18.10.2004     |
| Griechenland                                      | Honorarkonsul der Bundesrepublik Deutschland        | Iraklion                    | Georgios Kaloutsakis                           | 02.02.2024     |
| Griechenland                                      | Honorarkonsul der Bundesrepublik Deutschland        | Korfu                       | Christian Victor Meier                         | 30.03.2023     |
| Griechenland                                      | Honorarkonsul der Bundesrepublik Deutschland        | Patras                      | Andreas Papadopoulos                           | 25.04.2012     |
| Griechenland                                      | Honorarkonsul der Bundesrepublik Deutschland        | Rhodos                      | Konstantinos Diakonis                          | 23.07.2022     |
| Griechenland                                      | Honorarkonsul der Bundesrepublik Deutschland        | Samos                       | Georgios Miliotis                              | 12.03.2018     |
| Griechenland                                      | Honorarkonsul der Bundesrepublik Deutschland        | Volos                       | Georgios Paparrizos                            | 14.09.2006     |
| Guyana                                            | Honorarkonsul der Bundesrepublik Deutschland        | Georgetown                  | Ralf Hemsing                                   | 29.11.2017     |
| Haiti                                             | Honorarkonsul der Bundesrepublik Deutschland        | Cap-Haïtien                 | Raymond Schütt                                 | 26.09.2017     |
| Honduras                                          | Honorarkonsul der Bundesrepublik Deutschland        | San Pedro Sula              | Carlos Arnold Berkling                         | 04.07.2005     |
| Indien                                            | Honorarkonsul der Bundesrepublik Deutschland        | Goa                         | Dean Wilfried Lopes de Menezes                 | 03.02.2012     |
| Indien                                            | Honorarkonsulin der Bundesrepublik Deutschland      | Hyderabad                   | Amita Desai                                    | 24.02.2022     |
| Indien                                            | Honorarkonsul der Bundesrepublik Deutschland        | Trivandrum                  | Syed Ibrahim Sait Taj                          | 17.10.2016     |
| Indonesien                                        | Honorarkonsul der Bundesrepublik Deutschland        | Makassar                    | Oswald Sirapandji                              | 13.03.2017     |
| Indonesien                                        | Honorarkonsul der Bundesrepublik Deutschland        | Medan                       | Daniel Adhiyaksa Darmadi                       | 04.10.2021     |
| Indonesien                                        | Honorarkonsul der Bundesrepublik Deutschland        | Sanur                       | Robert Andrian Jantzen                         | 12.12.2011     |
| Indonesien                                        | Honorarkonsul der Bundesrepublik Deutschland        | Surabaya                    | Christopher Tjokrosetio                        | 08.03.2019     |
| Irland                                            | Honorarkonsul der Bundesrepublik Deutschland        | Galway                      | Hans-Walter Schmidt-Hannisa                    | 12.05.2011     |
| Israel                                            | Honorargeneralkonsul der Bundesrepublik Deutschland | Haifa                       | Rotem Pappe                                    | 08.12.2020     |
| Israel                                            | Honorarkonsulin der Bundesrepublik Deutschland      | Eilat                       | Ellen Elend-Rif                                | 31.10.2019     |
| Italien                                           | Honorarkonsul der Bundesrepublik Deutschland        | Bari                        | Vincenzo Vito Chionna                          | 11.09.2017     |
| Italien                                           | Honorarkonsulin der Bundesrepublik Deutschland      | Bozen                       | Natalie Schweitzer                             | 01.09.2023     |
| Italien                                           | Honorarkonsulin der Bundesrepublik Deutschland      | Cagliari                    | Alessandra Bruder                              | 03.07.2006     |
| Italien                                           | Honorarkonsul der Bundesrepublik Deutschland        | Florenz                     | Federico Di Salvo                              | 16.01.2024     |
| Italien                                           | Honorarkonsul der Bundesrepublik Deutschland        | Genua                       | Gerolamo Taccogna                              | 01.11.2023     |
| Italien                                           | Honorarkonsul der Bundesrepublik Deutschland        | Messina                     | Nunzio Turiaco                                 | 28.10.2008     |
| Italien                                           | Honorarkonsul der Bundesrepublik Deutschland        | Neapel                      | Stefano Ducceschi                              | 01.07.2020     |
| Italien                                           | Honorarkonsul der Bundesrepublik Deutschland        | Palermo                     | Vincenzo Militello                             | 01.10.2010     |
| Italien                                           | Honorarkonsulin der Bundesrepublik Deutschland      | Venedig                     | Paola Nardini                                  | 06.03.2008     |
| Japan                                             | Honorarkonsul der Bundesrepublik Deutschland        | Fukuoka                     | Toshio Sakemi                                  | 25.01.2023     |
| Japan                                             | Honorarkonsul der Bundesrepublik Deutschland        | Okinawa                     | Till Weber                                     | 18.10.2011     |
| Japan                                             | Honorarkonsul der Bundesrepublik Deutschland        | Sapporo                     | Mitsutoshi Morimoto                            | 21.03.2024     |
| Japan                                             | Honorarkonsul der Bundesrepublik Deutschland        | Sendai                      | Masumi Sueoka,                                 | 12.09.2019     |
| Japan                                             | Honorarkonsul der Bundesrepublik Deutschland        | Toyohashi                   | Goro Kamino                                    | 19.06.2020     |
| Kambodscha                                        | Honorarkonsul der Bundesrepublik Deutschland        | Siem Reap                   | Torsten Münther                                | 17.06.2024     |
| Kamerun                                           | Honorarkonsul der Bundesrepublik Deutschland        | Douala                      | André Marie Tuete Kwam                         | 09.06.2022     |
| Kanada                                            | Honorarkonsulin der Bundesrepublik Deutschland      | Calgary                     | Christina Louise Hassan                        | 16.10.2024     |
| Kanada                                            | Honorarkonsulin der Bundesrepublik Deutschland      | Edmonton                    | Ruth Schwab                                    | 01.11.2023     |
| Kanada                                            | Honorarkonsulin der Bundesrepublik Deutschland      | Halifax                     | Suzanne Rix                                    | September 1998 |
| Kanada                                            | Honorarkonsul der Bundesrepublik Deutschland        | Saskatoon                   | Benedict Nussbaum                              | 01.04.2023     |
| Kanada                                            | Honorarkonsul der Bundesrepublik Deutschland        | St. John’s                  | David Christoph Kannenberg                     | 19.10.2023     |
| Kanada                                            | Honorarkonsulin der Bundesrepublik Deutschland      | Winnipeg                    | Jutta Elfriede Essig                           | 12.01.2018     |
| Kap Verde                                         | Honorarkonsul der Bundesrepublik Deutschland        | Mindelo                     | Carlos Ferreira Santos                         | 08.10.2015     |
| Kenia                                             | Honorarkonsul der Bundesrepublik Deutschland        | Mombasa                     | Stefan Wentzel                                 | 26.09.2024     |
| Kirgisistan                                       | Honorarkonsul der Bundesrepublik Deutschland        | Osch                        | Meder Toroev                                   | 27.02.2025     |
| Kolumbien                                         | Honorarkonsul der Bundesrepublik Deutschland        | Barranquilla                | Manuel Bolle                                   | 04.03.2015     |
| Kolumbien                                         | Honorarkonsul der Bundesrepublik Deutschland        | Cali                        | Gerhard Thyben                                 | 08.11.2002     |
| Kolumbien                                         | Honorarkonsul der Bundesrepublik Deutschland        | Medellín                    | Alejandro Tieck Gaviria                        | 17.08.2007     |
| Republik Kongo                                    | Honorarkonsul der Bundesrepublik Deutschland        | Pointe-Noire                | Tobias Frederik Müller                         | 24.01.2024     |
| Demokratische Republik Kongo                      | Honorarkonsul der Bundesrepublik Deutschland        | Bukavu                      | Michael Gebbers                                | 21.10.2015     |
| Demokratische Republik Kongo                      | Honorarkonsul der Bundesrepublik Deutschland        | Lubumbashi                  | Marc Oliver Meisenberg                         | 09.10.2015     |
| Südkorea                                          | Honorarkonsulin der Bundesrepublik Deutschland      | Busan                       | Chin-Sung Dury Chung                           | 14.05.2018     |
| Kroatien                                          | Honorarkonsul der Bundesrepublik Deutschland        | Osijek                      | Ivica Skojo                                    | 04.12.2009     |
| Kroatien                                          | Honorarkonsul der Bundesrepublik Deutschland        | Pula                        | Stefan Ðokić                                   | 27.09.2023     |
| Lesotho                                           | Honorarkonsulin der Bundesrepublik Deutschland      | Maseru                      | Mantopi Martina Lebofa                         | 12.04.2024     |
| Liechtenstein                                     | Honorarkonsul der Bundesrepublik Deutschland        | Balzers                     | Martin Meyer                                   | 25.10.2016     |
| Litauen                                           | Honorarkonsul der Bundesrepublik Deutschland        | Klaipėda                    | Arūnas Baublys                                 | 07.02.2013     |
| Malaysia                                          | Honorarkonsul der Bundesrepublik Deutschland        | Penang                      | Hans Peter Brenner                             | 02.05.2016     |
| Malediven                                         | Honorarkonsul der Bundesrepublik Deutschland        | Malé                        | Ibrahim U. Maniku                              | 01.04.1995     |
| Marokko                                           | Honorarkonsul der Bundesrepublik Deutschland        | Agadir                      | Driss Dghouli                                  | 01.03.2025     |
| Marokko                                           | Honorarkonsul der Bundesrepublik Deutschland        | Casablanca                  | Abdelouahed Mountassir                         | 25.10.2010     |
| Marokko                                           | Honorarkonsul der Bundesrepublik Deutschland        | Tanger                      | Zouhair Magour                                 | 20.03.2020     |
| Marshallinseln                                    | Honorarkonsulin der Bundesrepublik Deutschland      | Majuro                      | Meitaka Kendall-Lekka                          | 29.06.2024     |
| Mauritius                                         | Honorarkonsul der Bundesrepublik Deutschland        | Ebene                       | Marius Schneider                               | 26.03.2021     |
| Mexiko                                            | Honorarkonsulin der Bundesrepublik Deutschland      | Cancún                      | Anet Silvia Grace Arens Medina                 | 17.11.2017     |
| Mexiko                                            | Honorarkonsulin der Bundesrepublik Deutschland      | Chihuahua                   | Maria Cristina Rodriguez de Mehuys             | 18.08.2016     |
| Mexiko                                            | Honorarkonsulin der Bundesrepublik Deutschland      | Guadalajara                 | Heike von der Heyde de Villava                 | 23.11.2007     |
| Mexiko                                            | Honorarkonsulin der Bundesrepublik Deutschland      | León                        | Monika von Allwörden de Orozco                 | 07.10.2011     |
| Mexiko                                            | Honorarkonsul der Bundesrepublik Deutschland        | Mérida                      | Wolfgang Kresse Gonzalez                       | 01.09.2015     |
| Mexiko                                            | Honorarkonsul der Bundesrepublik Deutschland        | Monterrey                   | Federico Matias Eisele                         | 16.05.2017     |
| Mexiko                                            | Honorarkonsul der Bundesrepublik Deutschland        | Oaxaca de Juárez            | Oliver Joachim Hunkler                         | 01.05.2017     |
| Mexiko                                            | Honorarkonsul der Bundesrepublik Deutschland        | Puebla                      | Marko Ulrich Foitzik                           | 26.11.2009     |
| Mexiko                                            | Honorarkonsul der Bundesrepublik Deutschland        | Querétaro                   | Thomas Wagner                                  | 17.01.2023     |
| Mexiko                                            | Honorarkonsul der Bundesrepublik Deutschland        | Tijuana                     | Carlos Manuel Echeagaray Enkerlin              | 01.09.2007     |
| Mexiko                                            | Honorarkonsul der Bundesrepublik Deutschland        | Veracruz                    | José Antonio Marquinez Seemann                 | 01.12.2020     |
| Monaco                                            | Honorarkonsul der Bundesrepublik Deutschland        | Monaco                      | Timm Bergold                                   | 07.03.2012     |
| Neuseeland                                        | Honorarkonsul der Bundesrepublik Deutschland        | Auckland                    | Erich Bachmann                                 | 12.03.2007     |
| Neuseeland                                        | Honorarkonsul der Bundesrepublik Deutschland        | Christchurch                | Christian Hans Riffel                          | 29.09.2018     |
| Niederlande                                       | Honorargeneralkonsul der Bundesrepublik Deutschland | Rotterdam                   | Peter Leonum Rietberg                          | 20.02.2024     |
| Niederlande                                       | Honorarkonsul der Bundesrepublik Deutschland        | Almelo                      | Bernardus Kuipers                              | 19.10.2015     |
| Niederlande                                       | Honorarkonsul der Bundesrepublik Deutschland        | Groningen                   | Sieger Dijkstra                                | 15.05.2017     |
| Niederlande                                       | Honorarkonsul der Bundesrepublik Deutschland        | Maastricht                  | Eduardus J. M. Vleugels                        | 25.06.2012     |
| Niederlande                                       | Honorarkonsul der Bundesrepublik Deutschland        | Middelburg                  | Jan-Willem van Koeveringe                      | 27.10.2016     |
| Niederlande (Aruba)                               | Honorarkonsulin der Bundesrepublik Deutschland      | Oranjestad                  | Evelina Cohen Henriquez                        | 02.02.1999     |
| Niederlande (Curaçao)                             | Honorarkonsul der Bundesrepublik Deutschland        | Willemstad                  | Karel Frielink                                 | 04.02.2012     |
| Norwegen                                          | Honorarkonsul der Bundesrepublik Deutschland        | Ålesund                     | Siri Reichel                                   | 03.09.2014     |
| Norwegen                                          | Honorarkonsul der Bundesrepublik Deutschland        | Bergen                      | Nils Børge Rokne                               | 13.03.2017     |
| Norwegen                                          | Honorarkonsulin der Bundesrepublik Deutschland      | Bodø                        | Hege Alst                                      | 10.03.2010     |
| Norwegen                                          | Honorarkonsulin der Bundesrepublik Deutschland      | Kirkenes                    | Monika Christine Raab                          | 13.10.2008     |
| Norwegen                                          | Honorarkonsul der Bundesrepublik Deutschland        | Kristiansand                | Lars Christian Jacobsen,                       | 07.06.2016     |
| Norwegen                                          | Honorarkonsul der Bundesrepublik Deutschland        | Stavanger                   | Peter André Schwarz                            | 19.10.2023     |
| Norwegen                                          | Honorarkonsulin der Bundesrepublik Deutschland      | Trondheim                   | Kristin Offerdal                               | 01.03.2010     |
| Österreich                                        | Honorarkonsul der Bundesrepublik Deutschland        | Bregenz                     | Viktor Thurnher                                | 25.07.2011     |
| Österreich                                        | Honorarkonsul der Bundesrepublik Deutschland        | Graz                        | Joachim Schönbeck                              | 02.02.2022     |
| Österreich                                        | Honorarkonsul der Bundesrepublik Deutschland        | Innsbruck                   | Dietmar Czernich                               | 12.01.2015     |
| Österreich                                        | Honorarkonsul der Bundesrepublik Deutschland        | Linz                        | Franz Gasselsberger                            | 18.12.2007     |
| Österreich                                        | Honorarkonsul der Bundesrepublik Deutschland        | Salzburg                    | Werner Zenz                                    | 20.04.2017     |
| Pakistan                                          | Honorarkonsul der Bundesrepublik Deutschland        | Lahore                      | Arif Saeed                                     | 01.02.2016     |
| Pakistan                                          | Honorarkonsul der Bundesrepublik Deutschland        | Quetta                      | Mir Murad Baluch                               | 09.02.2023     |
| Palau                                             | Honorarkonsul der Bundesrepublik Deutschland        | Koror                       | Thomas Walter Schubert                         | 12.06.2007     |
| Panama                                            | Honorarkonsulin der Bundesrepublik Deutschland      | David                       | Luz Magalys Serrano-von Mann Edle von Tiechler | 19.02.2024     |
| Papua-Neuguinea                                   | Honorarkonsul der Bundesrepublik Deutschland        | Port Moresby                | Gregory Lawrence Berry                         | 31.08.2018     |
| Paraguay                                          | Honorarkonsul der Bundesrepublik Deutschland        | Ciudad del Este             | Karsten Friedrichsen                           | 17.03.2008     |
| Paraguay                                          | Honorarkonsulin der Bundesrepublik Deutschland      | Encarnación                 | María José Goligorsky                          | 13.08.2024     |
| Paraguay                                          | Honorarkonsul der Bundesrepublik Deutschland        | Chaco                       | Johann Gossen                                  | 05.10.2009     |
| Paraguay                                          | Honorarkonsul der Bundesrepublik Deutschland        | Villarrica                  | Thomas Röh                                     | 02.05.2022     |
| Peru                                              | Honorarkonsul der Bundesrepublik Deutschland        | Arequipa                    | Volker Axel Vidal Chicata Sutmöller            | 20.11.2023     |
| Peru                                              | Honorarkonsulin der Bundesrepublik Deutschland      | Cusco                       | María-Sophía Jürgens de Hermoza                | 11.12.1989     |
| Peru                                              | Honorarkonsul der Bundesrepublik Deutschland        | Iquitos                     | Max Druschke                                   | 09.06.1995     |
| Peru                                              | Honorarkonsul der Bundesrepublik Deutschland        | Piura                       | Percy García Cavero                            | 30.06.2009     |
| Peru                                              | Honorarkonsul der Bundesrepublik Deutschland        | Trujillo                    | Joe Rodríguez González                         | 06.05.2017     |
| Philippinen                                       | Honorarkonsul der Bundesrepublik Deutschland        | Cebu                        | Jochen Bitzer                                  | 03.03.2025     |
| Polen                                             | Honorarkonsul der Bundesrepublik Deutschland        | Allenstein                  | Wojciech Pawel Wrzecionkowski                  | 17.05.2007     |
| Polen                                             | Honorarkonsul der Bundesrepublik Deutschland        | Bromberg                    | Jaroslaw Wlodzimierz Kuropatwinski             | 24.02.2005     |
| Polen                                             | Honorarkonsul der Bundesrepublik Deutschland        | Gleiwitz                    | Marcin Tysliki                                 | 26.10.2018     |
| Polen                                             | Honorarkonsul der Bundesrepublik Deutschland        | Kielce                      | Andrzej Waldemar Mochon                        | 05.10.2009     |
| Polen                                             | Honorarkonsulin der Bundesrepublik Deutschland      | Lodz                        | Monika Namysłowska                             | 21.10.2024     |
| Polen                                             | Honorarkonsul der Bundesrepublik Deutschland        | Lublin                      | Andrzej Roman Kidyba                           | 08.11.2007     |
| Polen                                             | Honorarkonsul der Bundesrepublik Deutschland        | Posen                       | Christoph Ralf Garschynski                     | 06.02.2017     |
| Polen                                             | Honorarkonsulin der Bundesrepublik Deutschland      | Rzeszów                     | Agnieszka Anna Buk                             | 26.02.2020     |
| Polen                                             | Honorarkonsulin der Bundesrepublik Deutschland      | Stettin                     | Irena Katarzyna Stróżyńska                     | 07.06.2024     |
| Portugal                                          | Honorarkonsul der Bundesrepublik Deutschland        | Funchal                     | Sérgio Filipe Correia Sousa                    | 09.09.2020     |
| Portugal                                          | Honorarkonsul der Bundesrepublik Deutschland        | Lagos                       | Alexander Rathenau                             | 09.05.2017     |
| Portugal                                          | Honorarkonsul der Bundesrepublik Deutschland        | Ponta Delgada               | João Luis Cogumbreiro de Melo Garcia           | 12.06.2012     |
| Portugal                                          | Honorarkonsul der Bundesrepublik Deutschland        | Porto                       | Carlos Christian Bothmann                      | 02.11.2010     |
| Russland                                          | Honorarkonsul der Bundesrepublik Deutschland        | Kasan                       | Arno Roman Scheyer                             | 01.09.2020     |
| Russland                                          | Honorarkonsulin der Bundesrepublik Deutschland      | Saratow                     | Irina Argisheva                                | 01.07.2021     |
| Russland                                          | Honorarkonsul der Bundesrepublik Deutschland        | Wladiwostok                 | Yaroslav Kotyk                                 | 22.11.2012     |
| Salomonen                                         | Honorarkonsulin der Bundesrepublik Deutschland      | Honiara                     | Jessica Bradford                               | 05.08.2019     |
| Samoa                                             | Honorarkonsul der Bundesrepublik Deutschland        | Apia                        | Stefan Christian Szegedi                       | 18.11.2024     |
| São Tomé und Príncipe                             | Honorarkonsulin der Bundesrepublik Deutschland      | Sao Tomé                    | Kerstin Schulze                                | 10.01.2024     |
| Schweden                                          | Honorarkonsul der Bundesrepublik Deutschland        | Göteborg                    | Jan Malcolm Lawrence Sinclair                  | 11.04.2018     |
| Schweden                                          | Honorarkonsul der Bundesrepublik Deutschland        | Jönköping                   | Mats Aronsson                                  | 05.11.2014     |
| Schweden                                          | Honorarkonsul der Bundesrepublik Deutschland        | Kalmar                      | Stefan Johnsson                                | 13.04.1981     |
| Schweden                                          | Honorarkonsulin der Bundesrepublik Deutschland      | Luleå                       | Susanne Anita Maria Nilsson                    | 13.09.2023     |
| Schweden                                          | Honorarkonsul der Bundesrepublik Deutschland        | Malmö                       | Michael Leibig                                 | 26.11.2015     |
| Schweden                                          | Honorarkonsul der Bundesrepublik Deutschland        | Rättvik                     | Anders Bjernulf                                | 30.10.2006     |
| Schweden                                          | Honorarkonsulin der Bundesrepublik Deutschland      | Uddevalla                   | Claudia Röse Muller                            | 15.11.2019     |
| Schweden                                          | Honorarkonsul der Bundesrepublik Deutschland        | Visby                       | Lars Jörgen Wessman                            | 10.12.1980     |
| Schweiz                                           | Honorarkonsul der Bundesrepublik Deutschland        | Basel                       | Urs Gloor                                      | 20.06.2016     |
| Schweiz                                           | Honorarkonsul der Bundesrepublik Deutschland        | Genf                        | Sven Mathis Kern                               | 21.12.2020     |
| Schweiz                                           | Honorarkonsulin der Bundesrepublik Deutschland      | Lugano                      | Bianca Maria Brenni-Wicki                      | 23.05.1996     |
| Schweiz                                           | Honorarkonsul der Bundesrepublik Deutschland        | Zürich                      | Martin Christof Wittig                         | 04.02.2009     |
| Seychellen                                        | Honorarkonsulin der Bundesrepublik Deutschland      | Victoria (Roch Caiman)      | Kerstin Henri                                  | 06.10.2006     |
| Slowakei                                          | Honorarkonsul der Bundesrepublik Deutschland        | Košice                      | Ján Bodnár                                     | 14.10.2024     |
| Slowakei                                          | Honorarkonsul der Bundesrepublik Deutschland        | Zilina                      | Peter Lazar                                    | 23.01.2018     |
| Spanien                                           | Honorarkonsul der Bundesrepublik Deutschland        | Aguadulce (Almería)         | Alexander Prinzen                              | 23.11.1981     |
| Spanien                                           | Honorarkonsulin der Bundesrepublik Deutschland      | Alicante                    | Nuria López González                           | 17.09.2024     |
| Spanien                                           | Honorarkonsul der Bundesrepublik Deutschland        | Bilbao                      | Michael Voss                                   | 27.05.2015     |
| Spanien                                           | Honorarkonsul der Bundesrepublik Deutschland        | Mao-Mahón                   | Klaus Griebl                                   | 29.04.2016     |
| Spanien                                           | Honorarkonsul der Bundesrepublik Deutschland        | Costa Calma (Fuerteventura) | Norbert Kuner                                  | 12.01.2024     |
| Spanien                                           | Honorarkonsul der Bundesrepublik Deutschland        | Puerto de la Cruz           | Ángel Hernández                                | 06.02.2015     |
| Spanien                                           | Honorarkonsul der Bundesrepublik Deutschland        | Santa Cruz de La Palma      | Dominik Marcel Reister                         | 31.03.2023     |
| Spanien                                           | Honorarkonsul der Bundesrepublik Deutschland        | Valencia                    | Gaspar Ripoll Ruiz de la Escalera              | 30.01.2014     |
| Spanien                                           | Honorarkonsulin der Bundesrepublik Deutschland      | Vigo                        | Silvia Álvarez                                 | 04.04.2013     |
| Spanien                                           | Honorarkonsulin der Bundesrepublik Deutschland      | Zaragoza                    | María López Palacín                            | 14.03.2005     |
| St. Kitts und Nevis                               | Honorarkonsul der Bundesrepublik Deutschland        | Basseterre                  | Sven Korte                                     | 08.04.2025     |
| St. Lucia                                         | Honorarkonsulin der Bundesrepublik Deutschland      | Soufrière                   | Karolin Troubetzkoy                            | 21.10.2009     |
| St. Vincent und die Grenadinen                    | Honorarkonsulin der Bundesrepublik Deutschland      | St. Vincent                 | Julia Stefanie Akcayli                         | 10.11.2022     |
| Südafrika                                         | Honorarkonsul der Bundesrepublik Deutschland        | Durban                      | Malte Bernhard Otto Joachim Kersten            | 07.12.2020     |
| Südafrika                                         | Honorarkonsul der Bundesrepublik Deutschland        | Port Elizabeth              | Nicholas Stucken                               | 09.03.2016     |
| Suriname                                          | Honorarkonsul der Bundesrepublik Deutschland        | Paramaribo                  | Kurt Leonard van Essen                         | 13.04.2021     |
| Tansania                                          | Honorarkonsul der Bundesrepublik Deutschland        | Arusha                      | Ulf Alexander Kusserow                         | 04.09.2003     |
| Tansania                                          | Honorarkonsulin der Bundesrepublik Deutschland      | Sansibar                    | Jenny Fatima Bouraima                          | 12.06.2023     |
| Thailand                                          | Honorarkonsul der Bundesrepublik Deutschland        | Chiang Mai                  | Sebastian-Justus Schmidt                       | 14.12.2018     |
| Thailand                                          | Honorarkonsul der Bundesrepublik Deutschland        | Pattaya                     | Rudolf Hofer                                   | 05.06.2015     |
| Thailand                                          | Honorarkonsulin der Bundesrepublik Deutschland      | Phuket                      | Anette Jimenez Höchstetter                     | 18.07.2014     |
| Timor-Leste                                       | Honorarkonsulin der Bundesrepublik Deutschland      | Dili                        | Uta Lena Lenzen                                | 01.02.2023     |
| Tonga                                             | Honorarkonsul der Bundesrepublik Deutschland        | Nuku’alof                   | Carl Sanft                                     | 26.07.2002     |
| Tunesien                                          | Honorarkonsul der Bundesrepublik Deutschland        | Djerba                      | Farhat Bentanfous                              | 29.01.2020     |
| Türkei                                            | Honorarkonsulin der Bundesrepublik Deutschland      | Bodrum                      | Gülay Kaman Kaplan                             | 21.05.2006     |
| Türkei                                            | Honorarkonsulin der Bundesrepublik Deutschland      | Bursa                       | Sabine Sibel Cura-Ölcüoglu                     | 22.02.2010     |
| Türkei                                            | Honorarkonsul der Bundesrepublik Deutschland        | Edirne                      | Ercan Dursunoglu                               | 24.06.2008     |
| Türkei                                            | Honorarkonsul der Bundesrepublik Deutschland        | Kayseri                     | Çaglar Soysaraç                                | 26.06.2007     |
| Türkei                                            | Honorarkonsul der Bundesrepublik Deutschland        | Trabzon                     | Ihsan Alioglu                                  | 26.03.2003     |
| Ukraine                                           | Honorarkonsulin der Bundesrepublik Deutschland      | Charkiw                     | Tetyana Gavrysh                                | 27.09.2012     |
| Ukraine                                           | Honorarkonsul der Bundesrepublik Deutschland        | Czernowitz                  | Oleksandr Shlamp                               | 23.10.2017     |
| Ukraine                                           | Honorarkonsulin der Bundesrepublik Deutschland      | Lemberg                     | Myroslawa Djakowytsch                          | 28.03.2000     |
| Ukraine                                           | Honorarkonsul der Bundesrepublik Deutschland        | Odessa                      | Alexander Kifak                                | 24.07.2008     |
| Ungarn                                            | Honorarkonsulin der Bundesrepublik Deutschland      | Fünfkirchen                 | Zsuzsanna Gerner                               | 03.02.2014     |
| Vanuatu                                           | Honorarkonsul der Bundesrepublik Deutschland        | Port Vila                   | Jörg Schwartze                                 | 29.04.2013     |
| Venezuela                                         | Honorarkonsul der Bundesrepublik Deutschland        | Maracaibo                   | Gerardo Ignacio González Nagel                 | 18.06.2015     |
| Vereinigte Staaten                                | Honorarkonsul der Bundesrepublik Deutschland        | Albuquerque                 | Robert Alan Perls                              | 14.06.2022     |
| Vereinigte Staaten                                | Honorarkonsul der Bundesrepublik Deutschland        | Anchorage                   | Larry Alan Disbrow                             | 29.09.2021     |
| Vereinigte Staaten                                | Honorarkonsulin der Bundesrepublik Deutschland      | Austin                      | Dorothee Brigitte Ilse Mitchell                | 12.05.2021     |
| Vereinigte Staaten                                | Honorarkonsul der Bundesrepublik Deutschland        | Birmingham                  | Michael Hugh Johnson                           | 21.09.2011     |
| Vereinigte Staaten                                | Honorarkonsul der Bundesrepublik Deutschland        | Buffalo                     | Matthew Collard                                | 14.11.2014     |
| Vereinigte Staaten                                | Honorarkonsulin der Bundesrepublik Deutschland      | Charleston                  | Lida Elizabeth Gibbes                          | 21.03.2019     |
| Vereinigte Staaten                                | Honorarkonsul der Bundesrepublik Deutschland        | Charlotte                   | Reinhard von Hennigs                           | 11.10.2021     |
| Vereinigte Staaten                                | Honorarkonsul der Bundesrepublik Deutschland        | Cincinnati                  | Martin Edward Wilhelmy                         | 21.09.2012     |
| Vereinigte Staaten                                | Honorarkonsulin der Bundesrepublik Deutschland      | Cleveland                   | Diana M. Thimmig                               | 01.03.1990     |
| Vereinigte Staaten                                | Honorarkonsulin der Bundesrepublik Deutschland      | Columbia                    | Suzanne Maria Dickerson                        | 15.06.2020     |
| Vereinigte Staaten                                | Honorarkonsulin der Bundesrepublik Deutschland      | Columbus                    | Katja Elisa Garvey                             | 25.09.2023     |
| Vereinigte Staaten                                | Honorarkonsulin der Bundesrepublik Deutschland      | Dallas                      | Nicola Anna Charlotte Leonore Bremer           | 19.03.2025     |
| Vereinigte Staaten                                | Honorarkonsul der Bundesrepublik Deutschland        | Denver                      | Chadwick Vernon Ray Williams                   | 10.11.2023     |
| Vereinigte Staaten                                | Honorarkonsul der Bundesrepublik Deutschland        | Des Moines                  | Edward James Kempf                             | 12.12.2024     |
| Vereinigte Staaten                                | Honorarkonsul der Bundesrepublik Deutschland        | Detroit                     | Andrew Bemish                                  | 04.03.2003     |
| Vereinigte Staaten                                | Honorarkonsul der Bundesrepublik Deutschland        | Honolulu                    | Denis Salle                                    | 04.04.2012     |
| Vereinigte Staaten                                | Honorarkonsul der Bundesrepublik Deutschland        | Indianapolis                | Sven Schumacher                                | 24.04.2008     |
| Vereinigte Staaten                                | Honorarkonsul der Bundesrepublik Deutschland        | Jackson                     | Peyton D. Prospere                             | 12.03.2012     |
| Vereinigte Staaten                                | Honorarkonsul der Bundesrepublik Deutschland        | Kansas City                 | Rolf Snyder                                    | 03.03.2011     |
| Vereinigte Staaten                                | Honorarkonsul der Bundesrepublik Deutschland        | Las Vegas                   | Ryan Michael Lower                             | 26.12.2015     |
| Vereinigte Staaten                                | Honorarkonsul der Bundesrepublik Deutschland        | Little Rock                 | Mark Alan Hamer                                | 28.02.2024     |
| Vereinigte Staaten                                | Honorarkonsulin der Bundesrepublik Deutschland      | Minneapolis                 | Barbara Müller                                 | 25.05.2016     |
| Vereinigte Staaten                                | Honorarkonsul der Bundesrepublik Deutschland        | Nashville                   | Christian-Andreas Schütz                       | 13.01.2021     |
| Vereinigte Staaten                                | Honorarkonsulin der Bundesrepublik Deutschland      | New Haven                   | Janet Sadie Danisman                           | 29.08.2017     |
| Vereinigte Staaten                                | Honorarkonsulin der Bundesrepublik Deutschland      | New Orleans                 | Susanne U. Veters                              | 29.04.2016     |
| Vereinigte Staaten                                | Honorarkonsul der Bundesrepublik Deutschland        | Norfolk                     | John D. Padgett                                | 19.04.2016     |
| Vereinigte Staaten                                | Honorarkonsul der Bundesrepublik Deutschland        | Oklahoma City               | James J. Tubb                                  | 12.04.2016     |
| Vereinigte Staaten                                | Honorarkonsul der Bundesrepublik Deutschland        | Omaha                       | Mark Rudolf Zumdohme                           | 04.04.2024     |
| Vereinigte Staaten                                | Honorarkonsul der Bundesrepublik Deutschland        | Orlando                     | Jefferson Brock McClane                        | 25.03.2010     |
| Vereinigte Staaten                                | Honorarkonsul der Bundesrepublik Deutschland        | Philadelphia                | Ralf Dietmar Wiedemann                         | 28.02.2012     |
| Vereinigte Staaten                                | Honorarkonsulin der Bundesrepublik Deutschland      | Phoenix                     | Carolin Gey                                    | 13.02.2020     |
| Vereinigte Staaten                                | Honorarkonsul der Bundesrepublik Deutschland        | Pittsburgh                  | Paul I. Overby                                 | 14.11.2013     |
| Vereinigte Staaten                                | Honorarkonsul der Bundesrepublik Deutschland        | Portland (Oregon)           | Blake Randall Peters                           | 18.06.2018     |
| Vereinigte Staaten                                | Honorarkonsul der Bundesrepublik Deutschland        | Portland (Maine)            | Adrian Kendall                                 | 31.05.2007     |
| Vereinigte Staaten                                | Honorarkonsulin der Bundesrepublik Deutschland      | Raleigh                     | Dagmar Ann-Louise Fahr                         | 28.08.2023     |
| Vereinigte Staaten                                | Honorarkonsul der Bundesrepublik Deutschland        | Salt Lake City              | James T. Burton                                | 01.02.2015     |
| Vereinigte Staaten                                | Honorarkonsul der Bundesrepublik Deutschland        | San Diego                   | Stephan Hollmann                               | 31.03.2010     |
| Vereinigte Staaten                                | Honorarkonsul der Bundesrepublik Deutschland        | Seattle                     | Ulrich Fischer                                 | 03.04.2017     |
| Vereinigte Staaten                                | Honorarkonsul der Bundesrepublik Deutschland        | St. Louis                   | Paul R. Obernuefemann                          | 01.10.2004     |
| Vereinigte Staaten                                | Honorarkonsul der Bundesrepublik Deutschland        | Tampa                       | Roland Sydney Chase                            | 10.06.2022     |
| Vereinigte Staaten (Puerto Rico)                  | Honorarkonsul der Bundesrepublik Deutschland        | San Juan                    | Heiko Faaß                                     | 20.11.2024     |
| Vereinigtes Königreich                            | Honorarkonsul der Bundesrepublik Deutschland        | Aberdeen                    | Graeme Mark Kynoch Edward                      | 16.11.2010     |
| Vereinigtes Königreich                            | Honorarkonsul der Bundesrepublik Deutschland        | Barrow upon Humber          | Sascha Hans Kripgans                           | 27.02.2007     |
| Vereinigtes Königreich                            | Honorarkonsulin der Bundesrepublik Deutschland      | Birmingham                  | Bärbel Hermannspahn                            | 14.03.2024     |
| Vereinigtes Königreich                            | Honorarkonsul der Bundesrepublik Deutschland        | Bristol                     | Kai Christoph Graf von der Pahlen              | 02.09.2020     |
| Vereinigtes Königreich                            | Honorarkonsulin der Bundesrepublik Deutschland      | Canterbury                  | Stephanie Rosalie Barwick                      | 30.09.2022     |
| Vereinigtes Königreich                            | Honorarkonsulin der Bundesrepublik Deutschland      | Cardiff                     | Marlies Höcherl                                | 10.11.2023     |
| Vereinigtes Königreich                            | Honorarkonsul der Bundesrepublik Deutschland        | Glasgow                     | Michael John Dean                              | 20.12.2007     |
| Vereinigtes Königreich                            | Honorarkonsulin der Bundesrepublik Deutschland      | Leeds                       | Regina Rosenthal                               | 09.08.2022     |
| Vereinigtes Königreich                            | Honorarkonsul der Bundesrepublik Deutschland        | Lerwick (Shetland)          | Dieter Glaser                                  | 08.10.2009     |
| Vereinigtes Königreich                            | Honorarkonsulin der Bundesrepublik Deutschland      | Liverpool                   | Dorothea Mücke-Herzberg                        | 21.11.2022     |
| Vereinigtes Königreich                            | Honorarkonsulin der Bundesrepublik Deutschland      | Derry (Londonderry)         | Marion Sabine Lübbeke                          | 04.10.2022     |
| Vereinigtes Königreich                            | Honorarkonsulin der Bundesrepublik Deutschland      | Manchester                  | Sandra Christina Morrison                      | 09.08.2022     |
| Vereinigtes Königreich                            | Honorarkonsul der Bundesrepublik Deutschland        | Newcastle upon Tyne         | Manuela Wendler                                | 29.06.2017     |
| Vereinigtes Königreich                            | Honorarkonsulin der Bundesrepublik Deutschland      | Plymouth                    | Angela Spatz                                   | 22.04.2006     |
| Vereinigtes Königreich                            | Honorarkonsul der Bundesrepublik Deutschland        | Southampton                 | Richard Cutler                                 | 02.11.2012     |
| Vereinigtes Königreich                            | Honorarkonsul der Bundesrepublik Deutschland        | St. Helier (Jersey)         | Robert Lütkehaus                               | 09.05.2022     |
| Vereinigtes Königreich                            | Honorarkonsul der Bundesrepublik Deutschland        | St. Peter Port (Guernsey)   | Christopher Nicholas Betley                    | 25.02.2008     |
| Vereinigtes Königreich (Bermuda)                  | Honorarkonsul der Bundesrepublik Deutschland        | Hamilton                    | Jens Alers                                     | 22.01.2008     |
| Vereinigtes Königreich (Britische Jungferninseln) | Honorarkonsul der Bundesrepublik Deutschland        | Tortola                     | Philipp Neumann                                | 26.06.2017     |
| Zypern                                            | Honorarkonsul der Bundesrepublik Deutschland        | Limassol                    | Evagoras Lanitis                               | 01.06.2023     |